# 成進高等学校
成進高等学校（せいしん こうとうがっこう）は、山口県美祢市大嶺町中村にある私立高等学校。
学校法人宇部学園が運営を行っており、系列校に山口学芸大学、山口芸術短期大学、慶進中学校・高等学校等がある。
学科は全日制課程の普通科・総合ビジネス科、通信制課程の普通科を設置している。

## 沿革
- 1966年（昭和41年）4月 - 宇部女子高等学校美祢分校が開校。
- 1976年（昭和51年）4月 - 宇部女子高等学校美祢分校を美祢中央高等学校として分離。
- 2007年（平成19年）4月 - 校名を成進高等学校に変更。

## 交通
- JR美祢線・美祢駅より徒歩15分